# Verdrag van Hamburg (1762)
Het Verdrag van Hamburg werd in 1762 ondertekend door het koninkrijk Zweden en het koninkrijk Pruisen die in oorlog waren met mekaar in de Zevenjarige Oorlog. Het verdrag betekende een alliantie tussen Zweden en Pruisen, alsook een rustpunt in de oorlog. De alliantie werd ondertekend door koning Frederik II van Pruisen en de zwakke Zweedse koning Adolf Frederik. In feite was het de Zweedse koningin Louisa Ulrika van Pruisen, zus van de koning van Pruisen, die het verdrag er doordrukte.
De Zweden waren bankroet en uitgeput tijdens de Zevenjarige Oorlog. Toen de nieuwe Russische tsaar Peter III van Rusland zich vlot verbond met Pruisen (5 mei 1762), was dit te veel voor Zweden. De ondertekening van het verdrag vond diezelfde maand plaats in de vrije Rijksstad Hamburg op 22 mei 1762. Het alliantieverdrag bepaalde dat de grenzen tussen Zweden en Pruisen in Pommeren teruggedraaid werden naar deze van 1720, zoals vastgelegd in de Vrede van Stockholm.
Op het zelfde moment dat de koninklijke delegaties uit Hamburg vertrokken, belegerde de Deense koning Frederik de stad om geld te eisen. Die verkreeg dat op 21 juni 1762. De neutrale status die de Rijksstad had in de Zevenjarige Oorlog, was geschonden door het eveneens neutrale Denemarken.